# Cosme de Farias
Cosme de Farias (Salvador, 2 de abril de 1875 — Salvador, 14 de março de 1972) foi um rábula e político brasileiro, tornado célebre na capital baiana pela sua defesa dos pobres no foro, a luta contra o analfabetismo e a defesa das liberdades democráticas.

## Biografia
Cosme de Farias nasceu no subúrbio distante de São Tomé de Paripe, bairro que integra o subdistrito de Paripe. Sua formação foi apenas do curso primário, mas tornou-se advogado provisionado (rábula) e passou a vida defendendo milhares de clientes que, sem condições financeiras, de outra forma não teriam condições de uma defesa.
Em 1915 fundou a "Liga Baiana contra o Analfabetismo", instituição que funcionou até a década de 1970, publicando cartilhas e mantendo escolas para a população mais pobre, da capital e de algumas outras cidades baianas.
Foi casado com Semíramis Farias, falecida em 1963, sem filhos. O único irmão de que se tem notícia era-lhe gêmeo e morreu muito cedo.
Foi patenteado "Major" pela Guarda Nacional (1909).
Na advocacia, sua maior realização foi o habeas corpus em favor de Sérgia Ribeiro da Silva, a cangaceira Dadá, viúva de Corisco, em 1942.

## Política
Iniciou-se na carreira política eleito deputado estadual, em 1914, e por várias legislaturas seguintes. Foi, também, vereador por diversos mandatos. Quando morreu, em 1972, ocupava uma cadeira na Assembleia Legislativa da Bahia , sendo à época o mais velho parlamentar do mundo (vide fonte 1, abaixo).
Foi junto com Ponciano Pereira um dos líderes do Partido Popular da Bahia, agremiação política pela qual chegou a ser candidato a deputado na Assembleia Constituinte Estadual da Bahia de 1934.

## Homenagens
- Jorge Amado, em Tenda dos Milagres, baseou em Cosme de Farias a personagem "Tadeu filho de Dorotéia (Iába)".
- Seu nome batiza o bairro onde viveu: Cosme de Farias (Salvador) - onde um busto em sua homenagem foi erguido no largo também com seu nome, ao fim da rua Cosme de Farias.
- Em 1980 a Câmara de Vereadores de Salvador batizou seu plenário em homenagem ao ex-edil.
- O Diretório Acadêmico da UNEB Camaçari (Campus XIX) leva seu nome. DACOF - Diretório Acadêmico Cosme de Farias.
- Em 2021, a seção baiana da Ordem dos Advogados do Brasil (OAB-BA) reconheceu Cosme de Farias como advogado.[2]